# Ambricourt
Ambricourt ist eine französische Gemeinde mit 119 Einwohnern (Stand 1. Januar 2022) im Département Pas-de-Calais in der Region Hauts-de-France (vor 2016: Nord-Pas-de-Calais). Sie gehört zum Arrondissement Montreuil und zum Kanton Fruges.

## Lage
Die Gemeinde Ambricourt liegt im Artois, 27 Kilometer östlich von Montreuil-sur-Mer. Nachbargemeinden von Ambricourt sind Verchin im Norden, Crépy im Osten, Maisoncelle im Südwesten sowie Tilly-Capelle im Süden sowie Tramecourt im Westen.

## Bevölkerungsentwicklung
| Jahr                       | 1962 | 1968 | 1975 | 1982 | 1990 | 1999 | 2007 | 2014 | 2022 |
| Einwohner                  | 163  | 183  | 158  | 147  | 111  | 102  | 114  | 124  | 119  |
| Quellen: Cassini und INSEE |      |      |      |      |      |      |      |      |      |

## Sehenswürdigkeiten

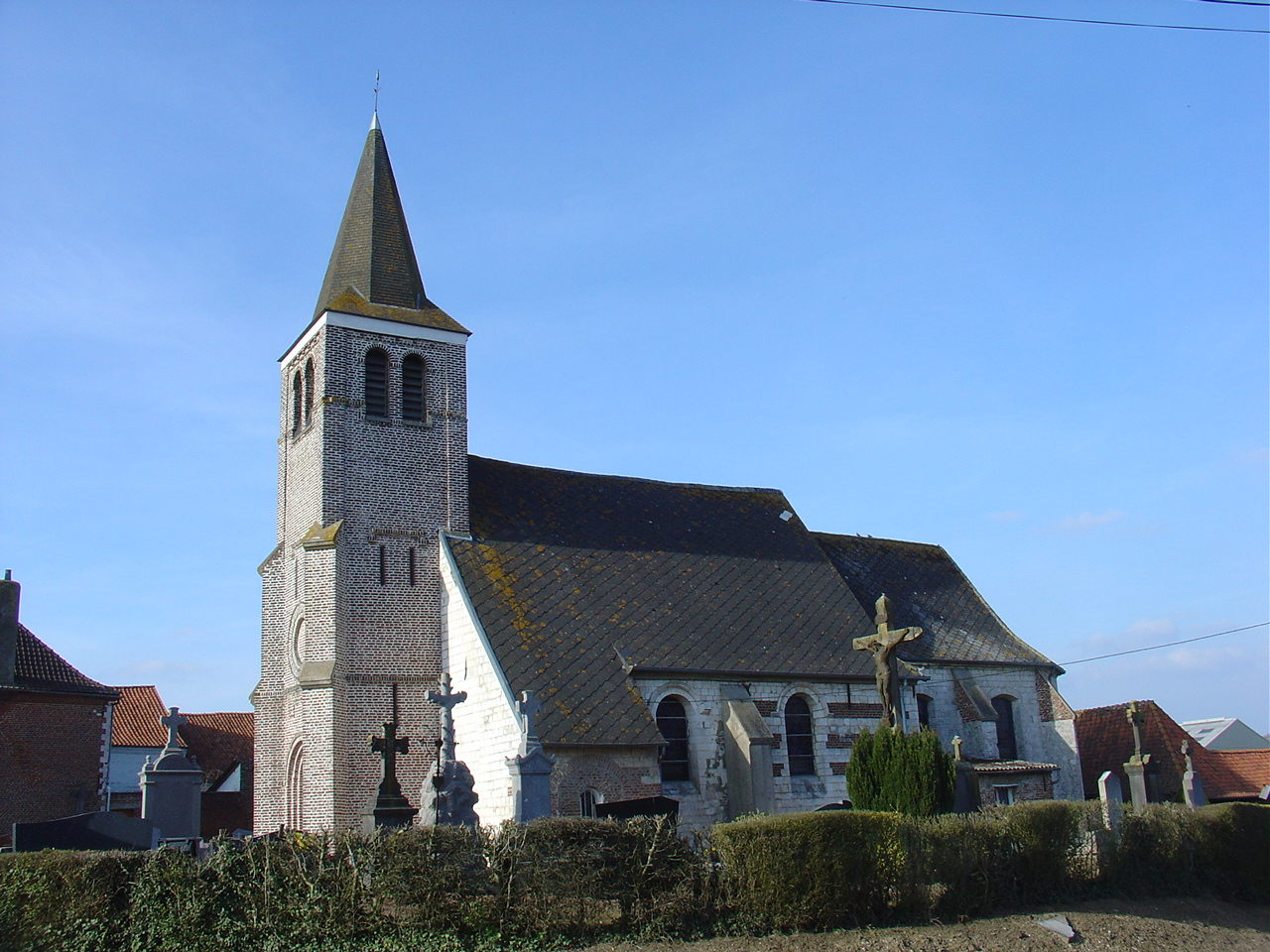
Kirche Sainte-Marguerite
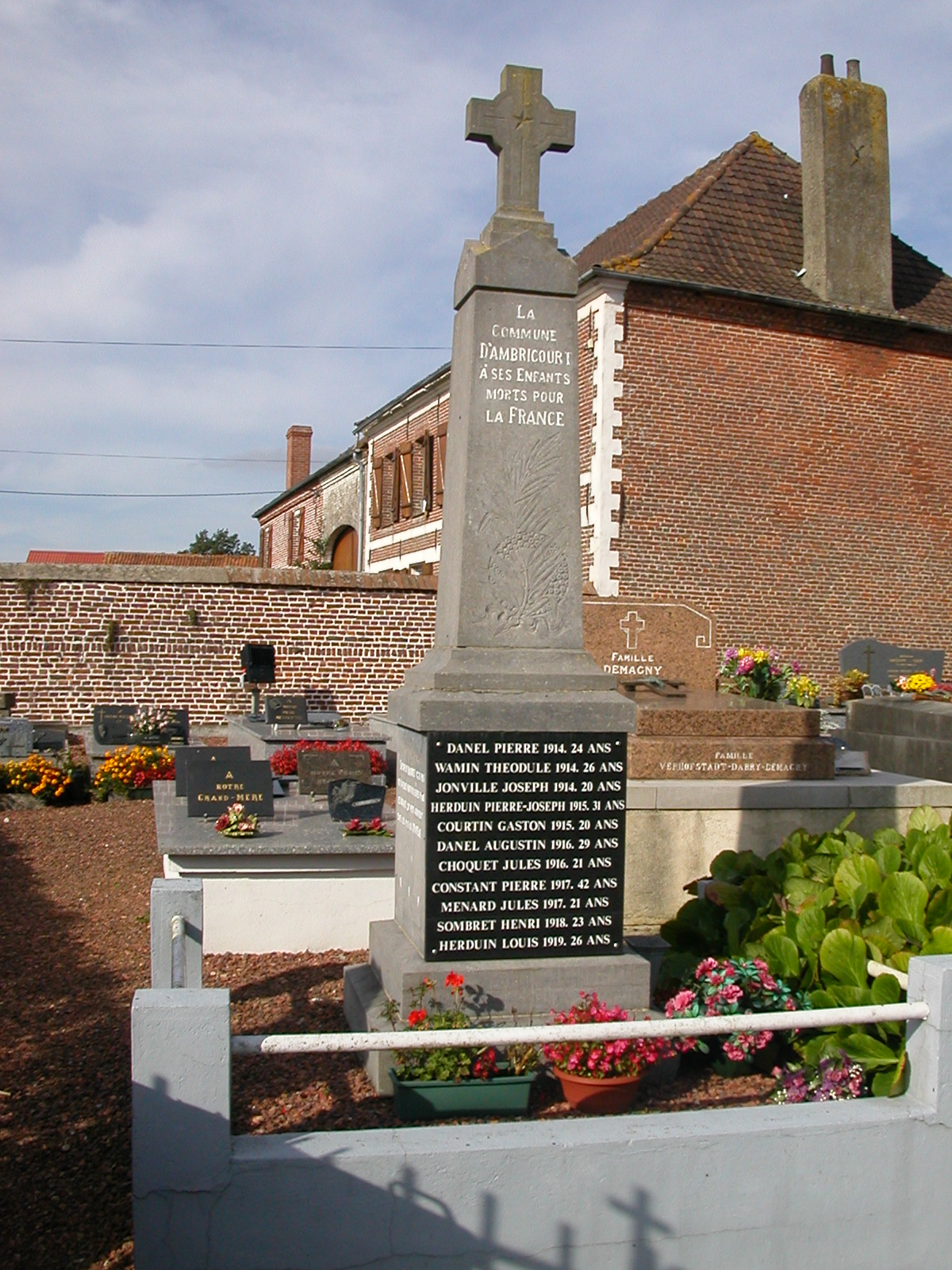
Gefallenendenkmal

- Kirche Sainte-Marguerite
- Gefallenendenkmal

## Trivia
In Ambricourt spielt der Roman „Tagebuch eines Landpfarrers“ von Georges Bernanos (1936) und das gleichnamige Filmdrama (1950) von Robert Bresson.